# Hannogne-Saint-Rémy
 Hannogne-Saint-Rémy  là một xã ở tỉnh Ardennes, thuộc vùng Grand Est ở phía bắc nước Pháp.